# کرایسلر کراس‌فایر

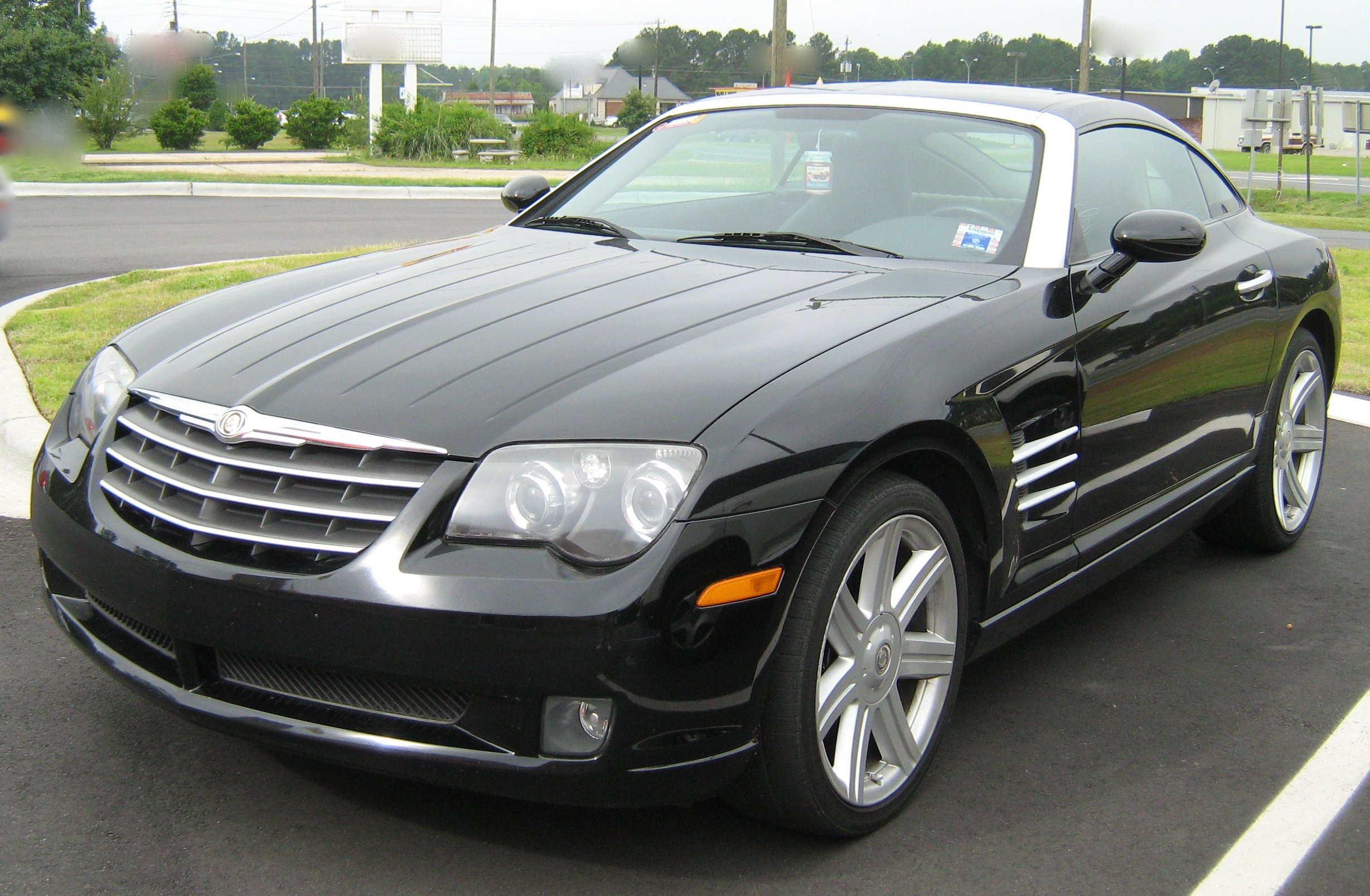

کرایسلر کراس‌فایر (Chrysler Crossfire) نام یک اتومبیل ساخت شرکت کرایسلر است که در سال‌های ۲۰۰۴ تا ۲۰۰۷در اسنابروک تولید شده‌است.
این خودرو در کلاس خودرو اسپورت قرار گرفته و طراحی آن خودروهای موتور جلو-محور عقب بوده است. سیستم جعبه‌دندهٔ آن ۶ دنده به دو صورت خودکار و دستی است.